# Ley de Disciplina Financiera de las Entidades Federativas y los Municipios
La Ley de Disciplina Financiera de las Entidades Federativas y los Municipios fue promulgada por el presidente Enrique Peña Nieto el 27 de abril de 2016. Dicha ley tiene como objetivo frenar el endeudamiento estatal, la estabilidad económica del país y también un mayor control en las finanzas locales a mediano y largo plazo; debido a las nuevas normas a las que los Estados se deberán apegar y de esta manera se reducirá el costo del financiamiento para los Gobiernos locales.

## Orígenes
A principios del siglo 21, el promedio de deuda de Entidades Federativas y Municipales respecto a participaciones federales era del 50%. Manteniendo un ritmo acelerado, a principios de este año es del 80%. Este riesgo no se presenta en las finanzas públicas nacionales, pero sí es una alerta para algunas entidades federativas y municipios que podrían comprometer la estabilidad de las finanzas públicas en un futuro.
Con base en estos hechos se decidió buscar una solución, por lo cual “Se expedirá una nueva Ley Nacional de Responsabilidad Hacendaria y Deuda Pública para las Entidades Federativas y Municipios para controlar el exceso de endeudamiento de las entidades federativas y los municipios regulando el acceso a la fuente de pago y a las garantías de la Federación para el endeudamiento subnacional.” (Compromiso 68 del Pacto por México).

## Proceso de aprobación

### Fase iniciativa
El Presidente de la República es quien está facultado para ejercer derecho de la iniciativa, le corresponde presentar las iniciativas. Así como también otros Senadores pueden participar en esto. Para conocer las iniciativas de ley es necesario que el 51% de los miembros de las cámaras estén presentes, una vez rechazado no podrá presentarse ese mismo año de nuevo. 

### Fase de discusión y aprobación
En este periodo se pretende fijar definitivamente el contenido de la ley, para finalmente ser aprobada sin modificaciones o adiciones. 
La Cámara de Diputados avaló la ley de Disciplina Financiera de las Entidades Federativas y los Municipios con 382 votos a favor, cero en contra y 32 abstenciones.

### Fase integradora de la eficacia
Una vez que se aprueba por los Diputados y Senadores, se comunica al Ejecutivo, firmado por los Presidentes de las Cámaras y la aprobación del Presidente. Una vez que el presidente está completamente de acuerdo, la ley se promulga.

### Fase de publicación y discusión en lo general
Los dictámenes deberán publicarse antes de las 48 horas del inicio de la sesión. En la discusión todos los miembros podrán tener una intervención. Exponer sus puntos de opinión a favor y en contra y discutir cada artículo reservado de acuerdo a la ley. Si un artículo o grupo de artículos fueran rechazados, se volverán a mandar a la comisión para que los reelabore.
La ley de disciplina financiera de las entidades federativas y los municipios, la ley de coordinación fiscal, la ley general de deuda pública y la ley general de contabilidad gubernamental, fueron aprobadas por el Congreso de la Unión el 17 de marzo de 2016 y promulgada por el Ejecutivo Federal el 27 de abril de 2016.

## Puntos Clave
Esta ley pretende ser una herramienta para la transparencia, la rendición de cuentas y control de las finanzas públicas. Que, de continuar sus normativas, se frenará el endeudamiento y evitará crear una deuda gubernamental impagable. De acuerdo con Presidencia, se busca que las entidades federativas hagan suyos los principios de responsabilidad financiera y hacendaria a través de cinco componentes para garantizar el cumplimiento de la ley:
1.- Reglas y estándares de Disciplina Financiera: estas reglas incentivarán a los estados y municipios a mantener unas finanzas públicas sanas, sostenibles y responsables.
2.- Nuevas obligaciones para contratación responsable de deuda: se garantizarán que se contrate deuda al menor costo financiero y trasparente, con el fin de obtener beneficios.
3.- Creación de un Registro Público Único para transparentar obligaciones financieras: El registro pretende obligar a cada Estado, a estar inscrito para transparentar los financiamientos y obligaciones. Están obligados a cumplir con la entrega de información.
4.- Se establece un Sistema de Alertas de Deuda Pública para Estados y Municipios: este sistema obligará a las Entidades Federativas y los Municipios a cumplir con cada uno de los convenios de Responsabilidad Hacendaria.
5.- Estados y Municipios podrán obtener créditos con aval de la Federación: este último punto tendrá como objetivo que se pueda acceder a financiamientos más baratos, debido al respaldo como aval que dará la federación.
De acuerdo con una calificación preliminar de las entidades federativas, según el Sistema de Alertas, existirán 3 casos:
Endeudamiento sostenible: techo de financiamiento máximo del 15% de los Ingresos de Libre Disposición (Aguascalientes, Campeche, Colima, Durango, Guanajuato, Guerrero, Jalisco, Estado de México, Puebla, Querétaro, San Luis Potosí, Sinaloa, Tabasco, Tamaulipas, Tlaxcala, Yucatán).
Endeudamiento en observación: techo de financiamiento máximo del 5% de los Ingresos de Libre Disposición (Baja California, Baja California Sur, Chiapas, Ciudad de México, Hidalgo, Michoacán, Morelos, Oaxaca, Veracruz).
Endeudamiento elevado: sin techo de financiamiento (Coahuila, Chihuahua, Nayarit,  Nuevo León,  Quintana Roo,  Sonora,  Zacatecas).